# 福岡県道714号高田柳川線
福岡県道714号高田柳川線（ふくおかけんどう714ごう たかたやながわせん）は、福岡県みやま市から柳川市に至る一般県道である。

## 概要
みやま市高田町田尻から柳川市上宮永町に至る。
西鉄天神大牟田線の塩塚駅 - 国道208号交点までの間と終点付近の区間は小型自動車どうしの離合にも苦労するくらい道幅が狭く、トラック通行禁止の看板などがされている。また、塩塚駅には駐車場がわずかしかないため、踏切付近で停車中の送迎車両にも注意を要する。

### 路線データ
- 起点：福岡県みやま市高田町田尻（田尻交差点、福岡県道94号高田山川線交点）
- 終点：福岡県柳川市上宮永町（上宮永交差点、福岡県道766号橋本辻町線交点）

## 歴史
- 2017年（平成29年）3月31日 - 福岡県告示第256号により、終点の位置が柳川市吉富町から上宮永交差点に変更される[1]。

## 路線状況

### 重複区間
- 国道208号（柳川市大和町豊原・塩塚交差点 - 柳川市大和町豊原・豊原交差点）

### 道路施設

#### 橋梁
- 海津橋（飯江川、みやま市）
- 海門橋（みやま市）
- 築切橋（みやま市）
- 下小川橋（みやま市）
- 中道橋（みやま市）
- 栗の内橋（みやま市）
- 野上の一橋（みやま市）
- 柳瀬野橋（みやま市）
- 津留橋（矢部川、みやま市 - 柳川市）
- 浪花橋（柳川市）
- 西鶴橋（柳川市）
- 筒ノ口橋（柳川市）
- 野添橋（柳川市）
- 御坂橋（柳川市）
- 横橋（柳川市）

## 地理

### 通過する自治体
- みやま市
- 柳川市

### 交差する道路
| 交差する道路                               | 市町村名 | 交差する場所   | 交差する場所        |
| ------------------------------------------ | -------- | -------------- | ------------------- |
| 福岡県道94号高田山川線                     | みやま市 | 高田町田尻     | 田尻交差点 / 起点   |
| 国道209号                                  | みやま市 | 瀬高町太神     | 井手ノ上交差点      |
| 福岡県道778号江浦瀬高線                    | みやま市 | 瀬高町濱田沖田 | 沖田東交差点        |
| 福岡県道83号大和城島線                     | 柳川市   | 大和町六合     | 六合交差点          |
| 国道208号 重複区間起点                     | 柳川市   | 大和町豊原     | 塩塚交差点          |
| 国道208号 重複区間終点                     | 柳川市   | 大和町豊原     | 豊原交差点          |
| 福岡県道771号谷垣徳益線 （有明海沿岸道路） | 柳川市   | 大和町豊原     | 野田交差点          |
| 福岡県道766号橋本辻町線                    | 柳川市   | 上宮永町       | 上宮永交差点 / 終点 |

### 交差する鉄道
- 鹿児島本線
- 西鉄天神大牟田線

### 沿線
- JR九州鹿児島本線 南瀬高駅
- 保健医療経営大学
- 西鉄天神大牟田線 塩塚駅
- 柳川市保健福祉センター「水の郷｣
- かんぽの宿柳川
- 白秋公園